# Távora
Távora é uma povoação portuguesa do Município de Tabuaço que foi sede da extinta Freguesia de Távora, freguesia que tinha 6,98 km² de área e 374 habitantes (2011), e, por isso, uma densidade populacional de 53,6 hab/km².
Em 2013, no âmbito da reforma administrativa, a Freguesia de Távora foi agregada à Freguesia de Pereiro, criando-se a União de Freguesias de Távora e Pereiro.
Távora foi vila e sede de concelho, constituído este apenas pela sede, até ao século XIX.

## População
| População da freguesia de Távora | População da freguesia de Távora | População da freguesia de Távora | População da freguesia de Távora | População da freguesia de Távora | População da freguesia de Távora | População da freguesia de Távora | População da freguesia de Távora | População da freguesia de Távora | População da freguesia de Távora | População da freguesia de Távora | População da freguesia de Távora | População da freguesia de Távora | População da freguesia de Távora | População da freguesia de Távora |
| -------------------------------- | -------------------------------- | -------------------------------- | -------------------------------- | -------------------------------- | -------------------------------- | -------------------------------- | -------------------------------- | -------------------------------- | -------------------------------- | -------------------------------- | -------------------------------- | -------------------------------- | -------------------------------- | -------------------------------- |
| 1864                             | 1878                             | 1890                             | 1900                             | 1911                             | 1920                             | 1930                             | 1940                             | 1950                             | 1960                             | 1970                             | 1981                             | 1991                             | 2001                             | 2011                             |
| 619                              | 705                              | 705                              | 691                              | 737                              | 633                              | 734                              | 685                              | 663                              | 869                              | 610                              | 561                              | 529                              | 420                              | 374                              |

| Distribuição da População por Grupos Etários | Distribuição da População por Grupos Etários | Distribuição da População por Grupos Etários | Distribuição da População por Grupos Etários | Distribuição da População por Grupos Etários | Distribuição da População por Grupos Etários | Distribuição da População por Grupos Etários | Distribuição da População por Grupos Etários | Distribuição da População por Grupos Etários | Distribuição da População por Grupos Etários |
| -------------------------------------------- | -------------------------------------------- | -------------------------------------------- | -------------------------------------------- | -------------------------------------------- | -------------------------------------------- | -------------------------------------------- | -------------------------------------------- | -------------------------------------------- | -------------------------------------------- |
| Ano                                          | 0-14 Anos                                    | 15-24 Anos                                   | 25-64 Anos                                   | > 65 Anos                                    |                                              | 0-14 Anos                                    | 15-24 Anos                                   | 25-64 Anos                                   | > 65 Anos                                    |
| 2001                                         | 85                                           | 59                                           | 193                                          | 83                                           |                                              | 20,2%                                        | 14,0%                                        | 46,0%                                        | 19,8%                                        |
| 2011                                         | 48                                           | 55                                           | 204                                          | 67                                           |                                              | 12,8%                                        | 14,7%                                        | 54,5%                                        | 17,9%                                        |

## Património
- Igreja de Távora;
- Capela da Senhora dos Prazeres;
- Capela do Paço;
- Capela de Santo Ovídio;
- Capela da Senhora do Calfão;
- Marco granítico n.º 96;
- Marco granítico n.º 97;
- Quinta de São Pedro das Águias ou Antigo Convento das Águias ou Mosteiro de São Pedro das Águias;
- Quinta da Aveleira;
- Ponte do Fumo.